# Heřmanice u Oder
Heřmanice u Oder település Csehországban, Nový Jičín-i járásban. Heřmanice u Oder Heřmánky, Odry, Fulnek és Jakubčovice nad Odrou településekkel határos. Lakosainak száma 362 fő (2024. január 1.).

## Népesség
A település lakosságának változását az alábbi diagram mutatja:
| Lakosok száma | 635  | 604  | 509  | 364  | 353  | 339  | 327  | 333  | 365  | 362  |
|               | 1869 | 1890 | 1921 | 1950 | 1980 | 2001 | 2017 | 2019 | 2022 | 2024 |